# الأعراف (قصيدة)

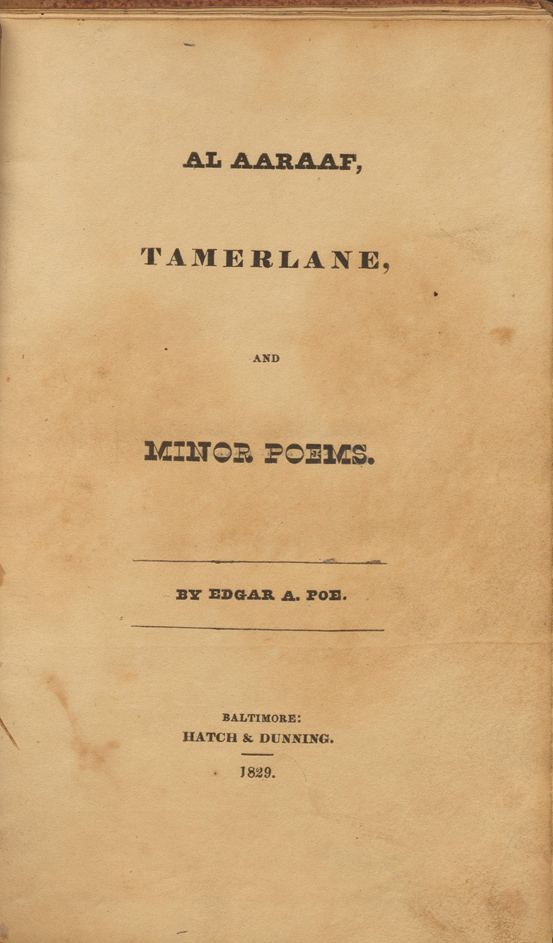

الأعراف هو اسم قصيدة طويلة للكاتب الأمريكي إدجار آلان بو، وهي قصيدة مبنية على سورة الأعراف من القرآن الكريم. تستند القصيدة إلى الإشارات القرآنية للأعراف وتحكي قصة ما بعد الحياة في مكان يسمى بالأعراف. وعلى حسب قول الشاعر، فإنه كتب قصيدته ذات 422 بيتاً والتي تعد أطول قصائده وهو لم يتعد الخامسة عشرة من العمر. نشرت القصيدة لأول مرة ضمن ديوان (الأعراف، تيمورلنك، وقصائد أخرى) في عام 1829. قوبلت القصيدة آنذاك بنقد حاد نظراً لتعقيداتها وإشاراتها الغامضة وبناءها الغريب. ولكن بعض النقاد -وهم قلِّه- لاحظوا إمكانيات ذلك الشاعر المبتدئ وكان من بينهم الناقد جون نيل والذي اطلع على قصيدة الأعراف قبل نشرها. وكان ذلك أول تشجيع يتلقاه بو حول هذه القصيدة. إلا أن النقد الذي واجهه دفعه لاحقاً إلى كتابة قصائد أقصر.
في عام 1845، أراد إدغار آلان بو أن يستخف بالنادي الأدبي في بوسطن بتقديم قصيدة الأعراف على أنها قصيدة جديدة، فقد كان يظن بأن جمهور بوسطن لا يستحق قصيدة جديدة إذ ظل ينقد بشده شعراء نيو إنجلند وحركة الفلسفة المتعالية.
«الأعراف» هي أطول قصائد إدغار آلان بو التي استوحاها من اكتشاف تايكو برا للسوبر نوفا (أحد النجوم المتفجرة) في عام 1571 والذي استمر لمدة 17 شهراً. أطلق إدغار آلان بو مسمى (الأعراف) على السوبرنوفا، ويرى أن الأعراف نجم مشع بين الجنة والنار. ذكرت (الأعراف) في القرآن الكريم على أنها المكان الذي يبقى فيه الناس الذين تساوت حسناتهم مع سيئاتهم إلى أن يغفر لهم الله. ولقد شرح إدغار آلان بو ذلك للناشر قائلاً: «مسمى الأعراف مستوحى من المسمى العربي للمكان الذي بين الجنة والنار والذي يبقى فيه الناس بلا ثواب أو عقاب».